# Luther: The Fallen Sun
Luther: The Fallen Sun är en brittisk action- och äventyrsfilm från 2023 som hade premiär på strömningstjänsten Netflix den 10 mars 2023. Filmen har regisserats av Jamie Payne och Neil Cross har svarat för manus. Filmen är baserad på BBC-serien Luther. Idris Elba spelade huvudrollen i serien precis som han gör i filmen.

## Handling
Serien kretsar kring den smarta Londonpolisen John Luther som efter att ha rymt från fängelset påbörjar en jakt efter en sadistisk seriemördare.

## Roller i urval
- Idris Elba - John Luther
- Cynthia Erivo - Odette Raine
- Andy Serkis - David Robey
- Jess Liaudin